# Calliobasis
Calliobasis là một chi ốc biển, là động vật thân mềm chân bụng sống ở biển trong họ Seguenziidae.

## Các loài
Các loài trong chi Calliobasis gồm có:
- Calliobasis lapulapui Poppe, Tagaro & Dekker, 2006[2]
- Calliobasis magellani Poppe, Tagaro & Dekker, 2006[3]